# Палеомагнетизм
Палеомагнетизм (англ. paleomagnetism, нім. Paläomagnetismus m) — галузь геофізики, що вивчає земний магнетизм минулих геологічних епох. Базується на дослідженні природної залишкової намагніченості гірських порід. Даними палеомагнітних досліджень користуються при вивченні магнітного поля Землі, умов утворення гірських порід, тектоніки, вулканізму тощо. Зокрема палеомагнітними дослідженнями встановлено, що в інтервалах від 500 тис. до 50 млн років відбувається геомагнітна інверсія, тобто зміна напрямку (полярності) магнітного поля Землі на зворотні.